# Поплугар, Ян
Ян По́плугар (чеш. Ján Popluhár; 12 сентября 1935, Бернолаково — 6 марта 2011, там же) — чехословацкий футболист, защитник.

## Биография
В конце 1950-х — начале 1960-х Поплугар считался[кем?] одним из лучших защитников мира. Он начал свой футбольный путь с молодёжной команды клуба «Динамо» из родного города Бернолаково. В 1954 году он переходит в «Слован», где он выступает(исключая два года военной службы, которые он провел в клубе «Руда Гвезда») 15 лет. Тренер «Слована» Леопольд Штасни даже придумал Поплугару кличку «Бимбо», так как в быту Поплугар был добродушен, как слон. В 1962 и 1963 Поплугар выигрывает кубок Чехословакии. В эти же годы он вместе с Сватоплуком Плускалом образовывает в национальной команде центр защиты на чемпионатах мира. Уже в 1958 году Поплугар принимает участие в чемпионате мира, а через 4 года в Чили становится вице-чемпионом. На два года раньше сборная Чехословакии на самом первом чемпионате Европы завоёвывает бронзовую медаль. В 1963 году Поплугар был в составе сборной мира с такими игроками, как Ди Стефано, Эусебио, Пушкаш. В 1965 году Поплугар был выбран футболистом года в Чехословакии. После 262 игр за «Слован» Поплугар перебирается во Францию в «Олимпик Лион», где он отыграл 2 года. В 1971 году он уезжает обратно в Чехословакию играть за «Збройовка Брно», которому помогает подняться в высшую лигу. В 1972 году, в возрасте 37 лет он уходит в венский «Слован», в котором он до 1979 года исполняет функции играющего тренера.
В сборной Чехословакии с 11 июня 1958 по 22 ноября 1967 Поплугар провёл 62 матча, а единственный свой гол забил сборной Бразилии на «Маракане».
Во время чемпионата мира 1962 года в Чили Поплугар обратил внимание арбитра на травмированного и лежащего на поле Пеле, вместо того, чтобы использовать ситуацию для своей пользы.
В 1997 году Поплугар получает World-Fair-Play-Preis. Ян Поплугар — лучший игрок Словакии всех времён. В 2003 году он получил приз УЕФА как лучший игрок Словакии последних 50 лет.

## Достижения

### Командные
- Серебряный призёр чемпионата мира 1962
- Бронзовый призёр чемпионата Европы 1960
- Обладатель Кубка Интертото: 1962, 1963
- Обладатель Кубка Чехословакии: 1962, 1963, 1968

### Личные
- Лучший футболист Чехословакии: 1965
- Юбилейные награды УЕФА